# 목갈라나 2세
목갈라나 2세(싱할라어: මොග්ගල්ලාන ෨, 525년 ~ 560년 6월 21일)는 아누라다푸라 왕국 모리야 왕조의 제10대 군주였다. 그는 아버지인 다타파부티로부터 왕위를 물려받았으며, 키티시리 메가바나에게 왕위를 물려주었다.

## 같이 보기
- 스리랑카의 역사